# Porta Susa (metropolitana di Torino)
Porta Susa è una stazione della metropolitana di Torino, una delle principali fermate del centro città.

## Storia
La stazione è stata costruita assieme alla tratta da piazza XVIII Dicembre alla stazione di Torino Porta Nuova, attivata il 5 ottobre 2007, ma rimase inattiva per via dei lavori sulla nuova stazione ferroviaria sotterranea di Porta Susa.
La stazione fu inaugurata il 9 settembre 2011, in concomitanza con la parziale apertura del fabbricato viaggiatori dell'omonima stazione ferroviaria con la quale è interconnessa.

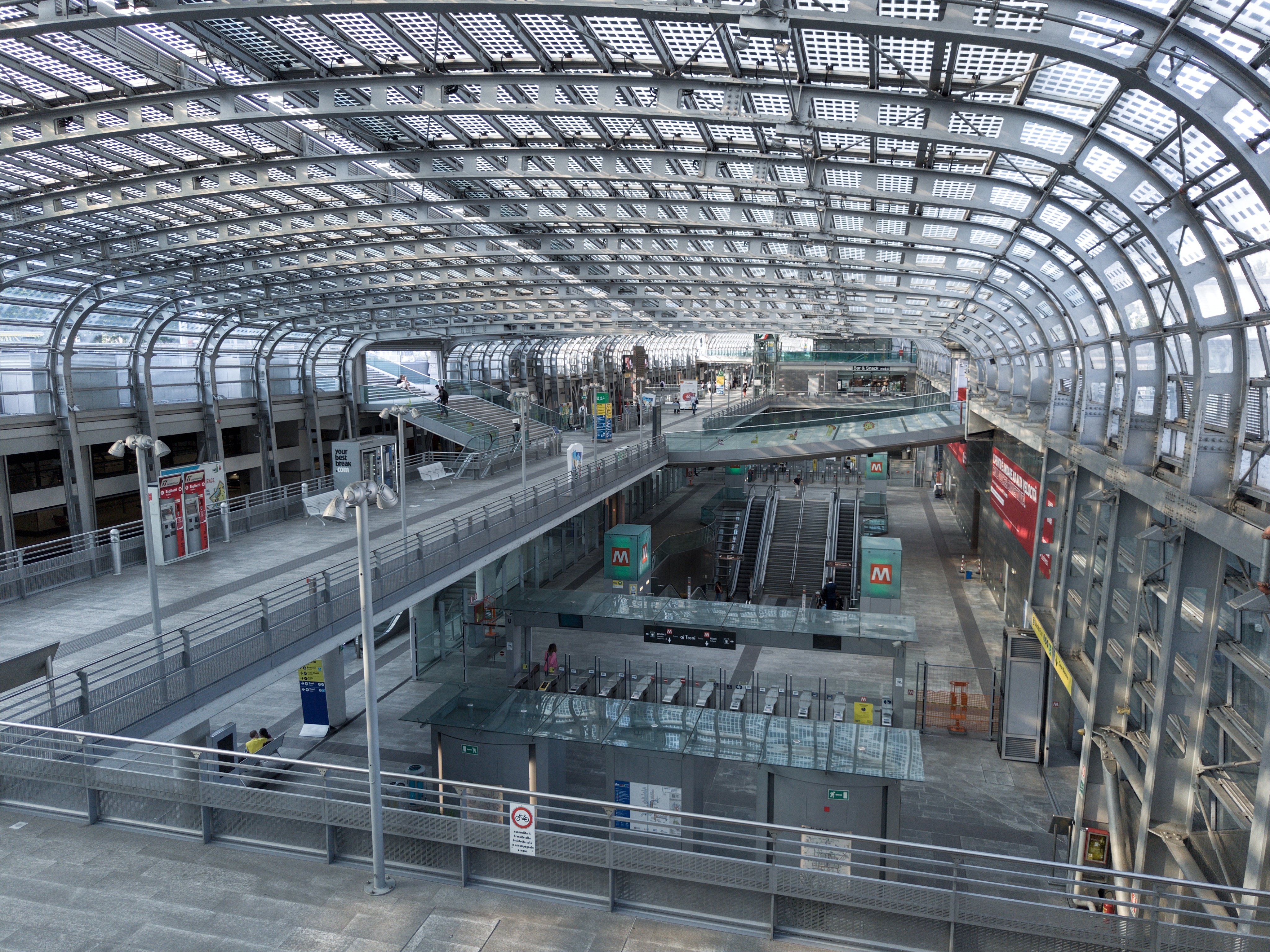
ingresso visto dall'alto della stazione di Porta Susa

## Servizi
Servizi disponibili in stazione:
- Biglietteria automatica
- Accessibilità per portatori di handicap
- Ascensore
- Scala mobile
- Capolinea autobus urbani ed extraurbani.
- Stazione video sorvegliata